# Lista över olympiska medaljörer i backhoppning
Detta är en lista över samtliga olympiska medaljörer i backhoppning.

## Damer

### Normal backe
| Spel                         | Guld               | Silver                       | Brons                |
| Sotji 2014 Detaljer...       | Carina Vogt (GER)  | Daniela Iraschko-Stolz (AUT) | Coline Mattel (FRA)  |
| Pyeongchang 2018 Detaljer... | Maren Lundby (NOR) | Katharina Althaus (GER)      | Sara Takanashi (JPN) |
| Peking 2022 Detaljer...      | Urša Bogataj (SLO) | Katharina Althaus (GER)      | Nika Križnar (SLO)   |

## Herrar

### Normal backe
| Spel                            | Guld                        | Silver                     | Brons                       |
| Innsbruck 1964 Detaljer...      | Veikko Kankkonen (FIN)      | Toralf Engan (NOR)         | Torgeir Brandtzæg (NOR)     |
| Grenoble 1968 Detaljer...       | Jiří Raška (TCH)            | Reinhold Bachler (AUT)     | Baldur Preiml (AUT)         |
| Sapporo 1972 Detaljer...        | Yukio Kasaya (JPN)          | Akitsugu Konno (JPN)       | Selji Aochi (JPN)           |
| Innsbruck 1976 Detaljer...      | Hans-Georg Aschenbach (GDR) | Jochen Danneberg (GDR)     | Karl Schnabl (AUT)          |
| Lake Placid 1980 Detaljer...    | Toni Innauer (AUT)          | Manfred Deckert (GDR)      | Inte utdelad                |
| Lake Placid 1980 Detaljer...    | Toni Innauer (AUT)          | Hirokazu Yagi (JPN)        | Inte utdelad                |
| Sarajevo 1984 Detaljer...       | Jens Weissflog (GDR)        | Matti Nykänen (FIN)        | Jari Puikkonen (FIN)        |
| Calgary 1988 Detaljer...        | Matti Nykänen (FIN)         | Pavel Ploc (TCH)           | Jiří Malec (TCH)            |
| Albertville 1992 Detaljer...    | Ernst Vettori (AUT)         | Martin Höllwarth (AUT)     | Toni Nieminen (FIN)         |
| Lillehammer 1994 Detaljer...    | Espen Bredesen (NOR)        | Lasse Ottesen (NOR)        | Dieter Thoma (GER)          |
| Nagano 1998 Detaljer...         | Jani Soininen (FIN)         | Kazuyoshi Funaki (JPN)     | Andreas Widhölzl (AUT)      |
| Salt Lake City 2002 Detaljer... | Simon Ammann (SUI)          | Sven Hannawald (GER)       | Adam Małysz (POL)           |
| Turin 2006 Detaljer...          | Lars Bystøl (NOR)           | Matti Hautamäki (FIN)      | Roar Ljøkelsøy (NOR)        |
| Vancouver 2010 Detaljer...      | Simon Ammann (SUI)          | Adam Małysz (POL)          | Gregor Schlierenzauer (AUT) |
| Sotji 2014 Detaljer...          | Kamil Stoch (POL)           | Peter Prevc (SLO)          | Anders Bardal (NOR)         |
| Pyeongchang 2018 Detaljer...    | Andreas Wellinger (GER)     | Johann André Forfang (NOR) | Robert Johansson (NOR)      |
| Peking 2022 Detaljer...         | Ryōyū Kobayashi (JPN)       | Manuel Fettner (AUT)       | Dawid Kubacki (POL)         |

### Stor backe
| Spel                                    | Guld                     | Silver                   | Brons                       |
| Chamonix 1924 Detaljer...               | Jacob Tullin Thams (NOR) | Narve Bonna (NOR)        | Anders Haugen (USA)         |
| Sankt Moritz 1928 Detaljer...           | Alf Andersen (NOR)       | Sigmund Ruud (NOR)       | Rudolf Burkert (TCH)        |
| Lake Placid 1932 Detaljer...            | Birger Ruud (NOR)        | Hans Beck (NOR)          | Kaare Wahlberg (NOR)        |
| Garmisch-Partenkirchen 1936 Detaljer... | Birger Ruud (NOR)        | Sven Selånger (SWE)      | Reidar Andersen (NOR)       |
| Sankt Moritz 1948 Detaljer...           | Petter Hugsted (NOR)     | Birger Ruud (NOR)        | Thorleif Schjelderup (NOR)  |
| Oslo 1952 Detaljer...                   | Arnfinn Bergmann (NOR)   | Torbjørn Falkanger (NOR) | Karl Holmström (SWE)        |
| Cortina d'Ampezzo 1956 Detaljer...      | Antti Hyvärinen (FIN)    | Aulis Kallakorpi (FIN)   | Harry Glass (EUA)           |
| Squaw Valley 1960 Detaljer...           | Helmut Recknagel (EUA)   | Niilo Halonen (FIN)      | Otto Leodolter (AUT)        |
| Innsbruck 1964 Detaljer...              | Toralf Engan (NOR)       | Veikko Kankkonen (FIN)   | Torgeir Brandtzæg (NOR)     |
| Grenoble 1968 Detaljer...               | Vladimir Belusov (URS)   | Jiří Raška (TCH)         | Lars Grini (NOR)            |
| Sapporo 1972 Detaljer...                | Wojciech Fortuna (POL)   | Walter Steiner (SUI)     | Rainer Schmidt (GDR)        |
| Innsbruck 1976 Detaljer...              | Karl Schnabl (AUT)       | Anton Innauer (AUT)      | Henry Glass (GDR)           |
| Lake Placid 1980 Detaljer...            | Jouko Törmänen (FIN)     | Hubert Neuper (AUT)      | Jari Puikkonen (FIN)        |
| Sarajevo 1984 Detaljer...               | Matti Nykänen (FIN)      | Jens Weissflog (GDR)     | Pavel Ploc (TCH)            |
| Calgary 1988 Detaljer...                | Matti Nykänen (FIN)      | Erik Johnsen (NOR)       | Matjaž Debelak (YUG)        |
| Albertville 1992 Detaljer...            | Toni Nieminen (FIN)      | Martin Höllwarth (AUT)   | Heinz Kuttin (AUT)          |
| Lillehammer 1994 Detaljer...            | Jens Weissflog (GER)     | Espen Bredesen (NOR)     | Andreas Goldberger (AUT)    |
| Nagano 1998 Detaljer...                 | Kazuyoshi Funaki (JPN)   | Jani Soininen (FIN)      | Masahiko Harada (JPN)       |
| Salt Lake City 2002 Detaljer...         | Simon Ammann (SUI)       | Adam Małysz (POL)        | Matti Hautamäki (FIN)       |
| Turin 2006 Detaljer...                  | Thomas Morgenstern (AUT) | Andreas Kofler (AUT)     | Lars Bystøl (NOR)           |
| Vancouver 2010 Detaljer...              | Simon Ammann (SUI)       | Adam Małysz (POL)        | Gregor Schlierenzauer (AUT) |
| Sotji 2014 Detaljer...                  | Kamil Stoch (POL)        | Noriaki Kasai (JPN)      | Peter Prevc (SLO)           |
| Pyeongchang 2018 Detaljer...            | Kamil Stoch (POL)        | Andreas Wellinger (GER)  | Robert Johansson (NOR)      |
| Peking 2022 Detaljer...                 | Marius Lindvik (NOR)     | Ryōyū Kobayashi (JPN)    | Karl Geiger (GER)           |

### Lagtävling
| Spel                            | Guld                                                                              | Silver                                                                             | Brons                                                                                  |
| Calgary 1988 Detaljer...        | Finland Ari-Pekka Nikkola Matti Nykänen Tuomo Ylipulli Jari Puikkonen             | Jugoslavien Primož Ulaga Matjaž Zupan Matjaž Debelak Miran Tepeš                   | Norge Ole Christian Eidhammer Jon Inge Kjørum Ole Gunnar Fidjestøl Erik Johnsen        |
| Albertville 1992 Detaljer...    | Finland Ari-Pekka Nikkola Mika Laitinen Risto Laakkonen Toni Nieminen             | Österrike Heinz Kuttin Ernst Vettori Martin Höllwarth Andreas Felder               | Tjeckoslovakien František Jež Tomáš Goder Jaroslav Sakala Jiří Parma                   |
| Lillehammer 1994 Detaljer...    | Tyskland Hansjörg Jäkle Christof Duffner Dieter Thoma Jens Weißflog               | Japan Jin’ya Nishikata Takanobu Okabe Noriaki Kasai Masahiko Harada                | Österrike Heinz Kuttin Christian Moser Stefan Horngacher Andreas Goldberger            |
| Nagano 1998 Detaljer...         | Japan Takanobu Okabe Hiroya Saitō Masahiko Harada Kazuyoshi Funaki                | Tyskland Sven Hannawald Martin Schmitt Hansjörg Jäkle Dieter Thoma                 | Österrike Reinhard Schwarzenberger Martin Höllwarth Stefan Horngacher Andreas Widhölzl |
| Salt Lake City 2002 Detaljer... | Tyskland Sven Hannawald Stephan Hocke Michael Uhrmann Martin Schmitt              | Finland Matti Hautamäki Veli-Matti Lindström Risto Jussilainen Janne Ahonen        | Slovenien Damjan Fras Primoz Peterka Robert Kranjec Peter Žonta                        |
| Turin 2006 Detaljer...          | Österrike Andreas Widhölzl Andreas Kofler Martin Koch Thomas Morgenstern          | Finland Tami Kiuru Janne Happonen Janne Ahonen Matti Hautamäki                     | Norge Lars Bystøl Bjørn Einar Romøren Tommy Ingebrigtsen Roar Ljøkelsøy                |
| Vancouver 2010 Detaljer...      | Österrike Wolfgang Loitzl Andreas Kofler Thomas Morgenstern Gregor Schlierenzauer | Tyskland Michael Neumayer Andreas Wank Martin Schmitt Michael Uhrmann              | Norge Anders Bardal Tom Hilde Johan Remen Evensen Anders Jacobsen                      |
| Sotji 2014 Detaljer...          | Tyskland Andreas Wank Marinus Kraus Andreas Wellinger Severin Freund              | Österrike Michael Hayböck Thomas Morgenstern Thomas Diethart Gregor Schlierenzauer | Japan Reruhi Shimizu Taku Takeuchi Daiki Ito Noriaki Kasai                             |
| Pyeongchang 2018 Detaljer...    | Norge Daniel-André Tande Andreas Stjernen Johann André Forfang Robert Johansson   | Tyskland Karl Geiger Stephan Leyhe Richard Freitag Andreas Wellinger               | Polen Maciej Kot Stefan Hula Dawid Kubacki Kamil Stoch                                 |
| Peking 2022 Detaljer...         | Österrike Stefan Kraft Daniel Huber Jan Hörl Manuel Fettner                       | Slovenien Lovro Kos Timi Zajc Cene Prevc Peter Prevc                               | Tyskland Constantin Schmid Stephan Leyhe Markus Eisenbichler Karl Geiger               |